# Ламбин, Тийт Феликсович
Тийт Феликсович Ламбин (эст. Tiit Lambin, род. 30 ноября 1953, Таллин) — советский хоккеист, защитник.

## Биография
Тийт Ламбин родился 30 ноября 1953 года в Таллине.
Начал заниматься хоккеем с шайбой в 11-летнем возрасте в Таллине под началом Яана Ахи.
Начал карьеру в таллинском «Таллэксе», выступая на позиции нападающего. В 1971 году, окончив школу в Таллине, во время армейской службы начал выступать за рижский «Латвияс берзс», где его заметил Виктор Тихонов, по инициативе которого Ламбин переквалифицировался в защитника. Через полгода по инициативе Тихонова перешёл в рижское «Динамо», выступавшее в первой лиге. Провёл 24 матча, набрал 12 (8+4) очков. По итогам сезона рижане вышли в высшую лигу, где в сезоне-1973/74 Ламбин сыграл 25 матчей, в которых заработал 3 (1+2) очка.
По словам Ламбина, находясь в турне в Финляндии, он договорился о том, что не вернётся в СССР, надеясь позже попасть в НХЛ, однако отказался от бегства, пожалев Тихонова и своих родителей.
В дальнейшем был дисквалифицирован — по словам Ламбина, после того как выразил желание перейти из «Динамо» в воскресенский «Химик». Работал в Таллине на заводе «Таллэкс».
В 1979 году Тихонов пригласил его в московский ЦСКА, но в составе армейцев Ламбин провёл только два матча в Кубке СССР, но стал обладателем трофея. Сезон-1979/80 провёл в высшей лиге в составе рижского «Динамо», сыграл 23 матча, набрал 2 (2+0) очка.
В перерывах в карьере на высшем уровне выступал за «Таллэкс» в чемпионате Эстонской ССР. Дважды был чемпионом республики (1978, 1981), четыре раза — серебряным призёром (1982—1985), два раза — бронзовым (1986—1987), в 1981 году завоевал Кубок Эстонии. С 1981 года был играющим тренером «Таллэкса».
В 2001—2004 годах был вице-президентом Федерации хоккея Эстонии.
В 2003 году был генеральным менеджером сборной Эстонии на чемпионате мира в первом дивизионе, где она завоевала бронзовую медаль.
С 2005 года входил в правление эстонской компании TL Arena Group OÜ.